# Jeff Taylor
Jeffrey "Jeff" Taylor (Blytheville, Arkansas, 1 de enero de 1960 - 5 de marzo de 2020) fue un jugador de baloncesto estadounidense que jugó dos temporadas en la NBA, desarrollando el resto de su carrera en la liga sueca. Con 1,93 metros de estatura, lo hacía en la posición de escolta. Era padre del actual del también jugador Jeffery Taylor.

## Trayectoria deportiva

### Universidad
Jugó durante cuatro temporadas con los Red Raiders del Instituto Tecnológico de Texas, en las que promedió 12,5 puntos, 3,4 rebotes y 2,2 asistencias por partido. fue incluido en 1979, 1981 y 1982 en el segundo mejor quinteto de la Southwest Conference, obteniendo el galardón de mejor jugador defensivo los dos últimos años de su carrera.

### Profesional
Fue elegido en la cuadragésimo segunda posición del Draft de la NBA de 1982 por Houston Rockets,  donde a las órdenes de Del Harris jugó una temporada como suplente, en la que promedió 3,6 puntos y 2,5 asistencias por partido.
Tras ser despedido poco antes del comienzo de la temporada 1983-84, firmó como agente libre con los Phoenix Suns, aunque fue cortado antes del inicio de la misma. continuó su carrera en la liga sueca, regresando en 1986 para fichar por los San Antonio Spurs, con los que realizó la pretemporada, pero siendo finalmente descartado. A los pocos días fichó por Detroit Pistons, donde permaneció tres meses jugando en apenas 12 partidos una media de menos de 4 minutos en cada uno de ellos, siendo despedido en el mes de enero.
Regresó a Suecia, donde continuó jugando, formó una familia y donde continuó residiendo, teniendo 6 hijos con su mujer Pia, uno de los cuales, Jeffery, jugó en la Universidad de Vanderbilt y fue elegido en el 2012 por los Charlotte Bobcats.

## Estadísticas de su carrera en la NBA

### Temporada regular
| Temporada | Edad | Equipo          | Liga | P  | TIT | MIN  | TC  | TCA | %TC  | 3P  | 3PA | %3P  | TL  | TLA | %TL  | R.OF. | R.DEF. | REB | ASIS | ROB | TAP | PER | FP  | PTS |
| 1982-83   | 23   | Houston Rockets | NBA  | 44 | 5   | 17.6 | 1.5 | 3.6 | .400 | 0.0 | 0.0 | .000 | 0.7 | 1.0 | .652 | 0.6   | 1.2    | 1.8 | 2.5  | 0.9 | 0.3 | 1.4 | 1.9 | 3.6 |
| 1986-87   | 27   | Detroit Pistons | NBA  | 12 | 0   | 3.7  | 0.5 | 0.8 | .600 | 0.0 | 0.0 |      | 0.8 | 0.8 | .900 | 0.1   | 0.3    | 0.3 | 0.3  | 0.2 | 0.1 | 0.7 | 0.3 | 1.8 |
| Total     |      |                 | NBA  | 56 | 5   | 14.6 | 1.3 | 3.0 | .412 | 0.0 | 0.0 | .000 | 0.7 | 1.0 | .696 | 0.5   | 1.0    | 1.5 | 2.0  | 0.8 | 0.3 | 1.2 | 1.5 | 3.2 |